# De Lickebaert
De Lickebaert is een polder in Zuid-Holland, tussen Maassluis en Vlaardingen. In dit gebied ligt natuurgebied het Volksbos.
De Lickebaert-affaire wordt naar dit gebied genoemd. Aan de Zuidbuurt die in dit gebied ligt stond de kaasboerderij waar bij een controle rond 1989 een verhoogde concentratie dioxine in melk werd gemeten. De boerderij werd gesloten en na onderzoek bleek het gras dat de melkproducerende koeien aten te veel dioxine te bevatten. De belangrijkste veroorzakers daarvan waren de verbrandingsovens van de AVR (Afvalverwerking Rijnmond) en de verbrandingsoven van AKZO in Rotterdam-Zuid. De AVR heeft op zijn twee gigantische torens filters moeten plaatsen. Deze filters hebben mogelijk 120 miljoen gulden per stuk gekost.
Het ministerie van Landbouw stelde tot 1994 een verbod in op de verwerking van melk en schapenvlees uit het gebied .
De affaire werd tevens de aanleiding om een nieuwe techniek te ontwikkelen om op een goedkopere manier dioxines te kunnen monitoren. Het Nederlandse biotech bedrijf BioDetection Systems houdt nu het patent op deze CALUX techniek en levert wereldwijd services voor het testen van deze stoffen.